# Rob Schmidt
Rob Schmidt (25 de septiembre de 1967, Slippery Rock, Pennsylvania, Estados Unidos) es un director de cine y escritor estadounidense. Fue alumno de Stuart Rosenberg en el American Film Institute. Sus créditos cinematográficos incluyen Wrong Turn y Asesinato en Suburbia (Crime and Punishment in Suburbia). También dirigió el piloto para televisión An American Town de la Twentieth Century Fox. Dirigió un episodio de Masters of Horror, "Right to Die". Su película de suspense The Alphabet Killer, que lo reunió con Eliza Dushku (Wrong Turn), Martin Donovan ("Right to Die"), y Michael Ironside (Asesinato en Suburbia), ha sido adquirida para su distribución internacional por New International Films.
Está casado con la fotógrafa Zoe Barracano.

## Filmografía

### Director
- Milestone (1995). Cortometraje.
- Saturn (1999)
- Crime and Punishment in Suburbia (Asesinato en Suburbia, 2000)
- An American Town (Para TV, 2001)
- Wrong Turn (Km. 666 en España o Camino hacia el terror en Latinoamérica, 2003)
- Right to Die (Para TV, dentro de Masters of Horror, 2007)
- The Alphabet Killer (2008)
- The Spirit Box (Para TV, dentro de Fear Itself (Terror en estado puro), 2009)

### Guionista
- Milestone (1995)
- Saturn (1999)

### Productor
- Sundowning (Productor adjunto, 2012)

### Actor
- The Alphabet Killer (Agente de policía, 2008)

- Datos: Q3728410